# Monte Albán
Monte Albán è il nome moderno di un importante sito archeologico precolombiano dello stato messicano di Oaxaca, in Messico. La zona archeologica si estende su una bassa catena montuosa situata al centro della Valle di Oaxaca, dove si uniscono il suo ramo settentrionale di Etla, quello orientale di Tlacolula e quello meridionale di Zimatlán/Ocotlán (nota anche come Valle Grande). Oaxaca de Juárez, l'attuale capitale dello stato di Oaxaca, si trova a circa nove chilometri a est di Monte Albán.
La principale zona civico-cerimoniale del sito di Monte Albán è situata a circa quattrocento metri dal fondo valle su una vasta area livellata artificialmente a un'altitudine di circa 1940 metri sul livello del mare. Oltre a questo nucleo monumentale il sito è caratterizzato da diverse centinaia di terrazze artificiali e una dozzina di raggruppamenti di costruzioni piramidali che ricoprono la sommità e i fianchi della piccola catena montuosa (Blanton 1978). Le rovine archeologiche delle vicine colline di Atzompa e El Gallo a nord sono tradizionalmente considerate parte integrante dell'antica città.
Oltre al fatto di essere una delle prime città della Mesoamerica l'importanza di Monte Albán deriva anche dal suo importante ruolo come centro sociopolitico ed economico della civiltà zapoteca, ruolo che ricoprì per quasi un millennio. Fondata verso la fine del periodo Formativo Medio attorno al 550 a.C., durante il periodo Formativo Terminale (ca.100 a.C.- 200 d.C.) Monte Albán divenne la capitale di uno stato espansionistico che dominò una parte importante del territorio di Oaxaca, interagendo diplomaticamente e militarmente con altri stati mesoamericani quali Teotihuacan a nord (Paddock 1983; Marcus 1983). La città gradualmente perse la sua egemonia politica durante il Classico Tardo (ca. 500-750 d.C.), al termine del quale risulta essere stata quasi totalmente abbandonata. Una limitata rioccupazione di alcune zone del sito, il riutilizzo opportunistico di tombe del periodo classico e sporadiche visite a fini rituali segnarono la storia archeologica del luogo durante il postclassico e nel primo periodo coloniale.
Per quanto riguarda il nome del sito l'etimologia è incerta. Tra le varie possibilità suggerite dai ricercatori negli ultimi decenni vi sono una possibile corruzione di un toponimo Zapoteco "Danibaan" (Collina Sacra), un riferimento coloniale a un soldato spagnolo di nome Montalbán, o addirittura ai Colli Albani del Lazio. L'antico nome Zapoteco della città è ignoto, dal momento che le più antiche fonti etnostoriche disponibili sono state compilate secoli dopo l'abbandono della città. Monte Alban significa "montagna bianca", nome dato dagli spagnoli, molto probabilmente per i fiori degli alberi che ricoprivano il sito archeologico.

## Storia delle ricerche

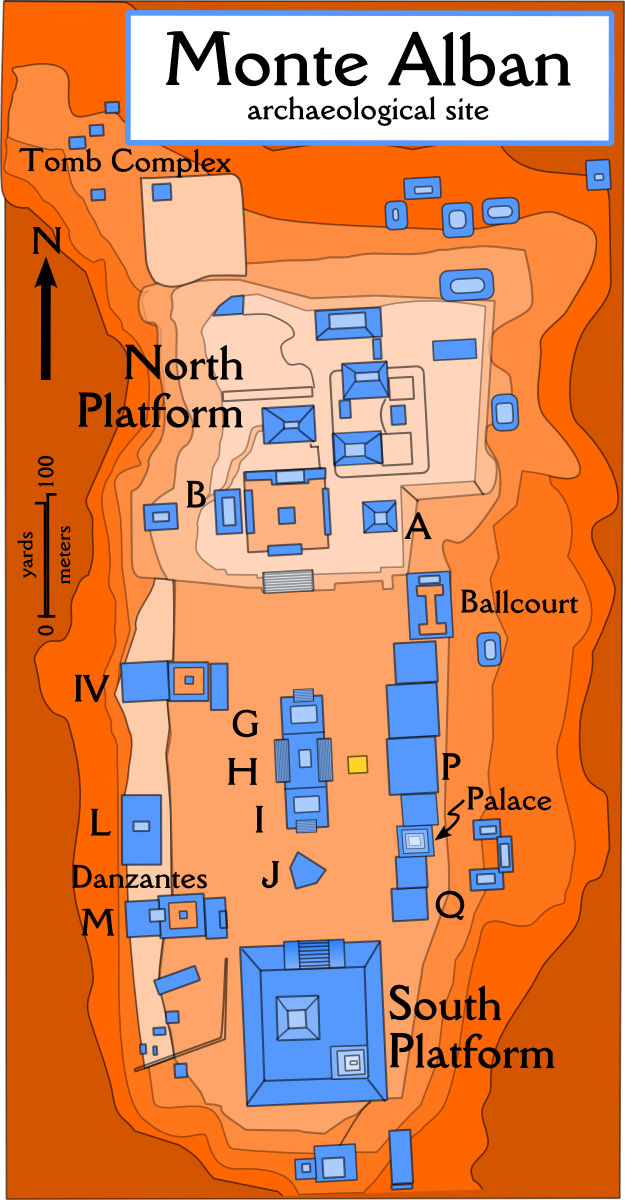
Mappa del sito del Monte Albán.

Ben visibili da qualsiasi luogo della parte centrale della valle di Oaxaca, le rovine del Monte Albán hanno attratto visitatori ed esploratori fin dall'era coloniale. Tra gli altri Guillermo Dupaix studiò il sito all'inizio del XIX secolo, J. M. García ne pubblicò una descrizione nel 1859 e A. F. Bandelier la visitò e pubblicò un proprio libro nel 1890. Per una prima vera e propria esplorazione archeologica si deve però attendere il 1902, anno in cui Leopoldo Batres, Ispettore Generale dei Monumenti del governo messicano sotto Porfirio Díaz, diede inizio a degli scavi a larga scala alla ricerca di monumenti (Batres 1902). Fu però solo nel 1931 che il sito fu oggetto di scavi sistematici e scientifici sotto la direzione dell'archeologo messicano Alfonso Caso. Nei successivi diciotto anni Caso e i colleghi Ignacio Bernal e Jorge Acosta esplorarono vaste zone del centro monumentale del sito, e molto di quello che oggi è visibile ai visitatori della zona archeologica venne scavato e ricostruito in quel periodo. Oltre a esplorare diverse dozzine di edifici di carattere residenziale e/o cerimoniale e scoprire alcune centinaia di tombe il contributo forse più importante che risultò dal lavoro di Caso e dei suoi colleghi fu la creazione di una cronologia ceramica per il periodo dalla fondazione del sito (circa 500 a.C.) alla fine del Postclassico nel 1521 d.C., cronologia tuttora usata dagli archeologi moderni.
Lo studio del periodo precedente alla fondazione di Monte Albán fu oggetto di ricerca da parte di Kent V. Flannery dell'Università del Michigan, il cui "Prehistory and Human Ecology Project" fu da lui iniziato alla fine degli anni sessanta. Nei successivi vent'anni il progetto documentò lo sviluppo della complessità sociopolitica della valle dal primo periodo Arcaico (ca. 8000-2000 a.C.) alla fase Rosario (700-500 a.C.) che precede la fondazione di Monte Albán, dati essenziali per la comprensione e studio delle origini e sviluppo di quest'ultimo. In questo contesto, i risultati più significativi del lavoro di Flannery a Oaxaca derivano dagli scavi effettuati nel sito di San José Mogote nella Valle di Etla, il ramo settentrionale della Valle di Oaxaca, un progetto co-diretto con Joyce Marcus della University of Michigan (Flannery and Marcus 1983; Marcus and Flannery 1996).
Un ulteriore importante passo nello studio del sito di Monte Albán venne raggiunto con il progetto "Prehistoric Settlement Patterns in the Valley of Oaxaca" iniziato da Richard Blanton e da altri colleghi nei primi anni settanta. È solo con il loro lavoro di mappatura del sito che per la prima volta si estese lo studio del sito oltre alla zona monumentale centrale esplorata da Caso (Blanton 1978). Successive fasi del progetto guidate da Blanton, Gary Feinman, Steve Kowalewski, Linda Nicholas e altri estesero la copertura della mappatura a tutta la Valle di Oaxaca e oltre, producendo un'incredibile quantità di dati sullo sviluppo dell'intera regione fino alla conquista spagnola (Blanton et al. 1982; Kowalewski et al. 1989).

## Cronologia del sito
Come indicato dagli studi di Blanton la collina del Monte Albán sembra essere stata disabitata prima del 500 a.C. In quel periodo San José Mogote era il principale centro abitato della regione, nonché centro politico ed economico del Chiefdom che probabilmente controllava gran parte della valle di Etla (Marcus and Flannery 1996). Il resto della Valle di Oaxaca era molto probabilmente amministrato da altri tre o quattro centri indipendenti, tra cui Tilcajete nella parte meridionale del Valle Grande e Yegüih nel braccio orientale di Tlacolula. Competizione e guerre sembrano avere caratterizzato la fase Rosario, e studi suggeriscono l'esistenza di una "zona cuscinetto" non occupata tra San José Mogote e le città avversarie a sud e a est (Marcus and Flannery 1996). È in questa terra inabitata che alla fine del periodo Rosario venne fondata Monte Albán, raggiungendo in breve tempo una popolazione stimata a 5 200 abitanti alla fine del periodo seguente (fase Monte Albán Ia, ca. 500-300 a.C.). Questo deciso incremento della popolazione venne accompagnato da un altrettanto rapido declino di San José Mogote e dei vicini siti satellite, il che fa presupporre che le élite di questi ultimi siano stati coinvolti nella fondazione della futura capitale Zapoteca. Questo rapido accentramento di popolazione viene chiamato "Monte Alban Synoikism" da Marcus e Flannery (1996:140-146) riferendolo a simili comportamenti avvenuti nell'area mediterranea in antichità. Nonostante in passato si pensasse (Blanton 1978) che le vicine città di Tilcajete e Yegüih avessero subito un abbandono dello stesso tipo, indicazione forse di una partecipazione nella fondazione di Monte Albán, più recentemente ciò sembra improbabile, soprattutto nel caso di Tilcajete. Un recente progetto diretto da Charles Spencer ed Elsa Redmond dell'American Museum of Natural History di New York ha dimostrato che invece di essere abbandonato quest'ultimo sito crebbe in popolazione durante le fasi Monte Albán Ia e Monte Albán Ic (ca. 500-300 a.C. e 300-100 a.C., rispettivamente), e probabilmente si oppose attivamente all'incorporazione nel nascente stato di Monte Albán (Spencer e Redmond 2001).

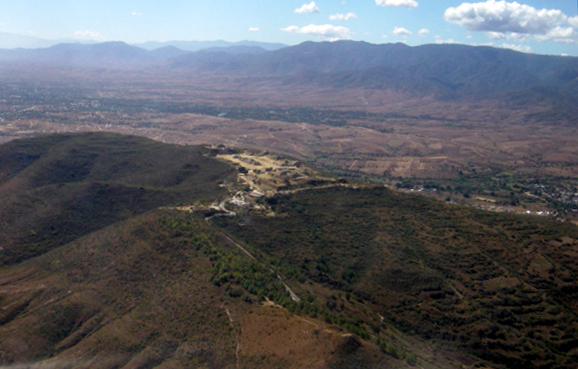
Vista aerea di Monte Albán

All'inizi del periodo Formativo Terminale (fase Monte Albán II, ca. 100 a.C.- 200 d.C.) Monte Albán raggiunse una popolazione stimata di 17 200 persone (Marcus e Flannery 1996:139), diventando una delle più grandi città dell'intera Mesoamerica. L'aumento del potere politico fu accompagnato da una imponente espansione militare, che risultò nell'occupazione del resto della Valle di Oaxaca stesso, oltre che di diverse vallate limitrofe quali la Cañada di Cuicatlán a nord e quelle di Ejutla e Sola de Vega a sud (Balkansky 2002; Spencer 1982; Redmond 1983; Feinman e Nicholas 1990). In questo periodo e nel susseguente Classico Antico (fase Monte Albán IIIA, ca. 200-500 d.C.) Monte Albán divenne capitale di uno dei principali stati regionali in Mesoamerica. Come detto in precedenza dati e monumenti rinvenuti a Monte Albán indicano complesse interazioni politiche e diplomatiche tra lo stato di Monte Albán e quello di Teotihuacan, dove gli archeologi hanno trovato un quartiere abitato da Zapotechi provenienti dalla valle di Oaxaca (Paddock 1983). Nel corso del Classico Tardo (fase Monte Albán IIIB/IV, ca. 500-1000 d.C.) l'influenza del sito dentro e fuori la valle decrebbe, e le élite delle città assoggettate iniziarono a reclamare la propria indipendenza. Tra questi centri sono degni di nota Cuilapan e Zaachila nella Valle Grande e Lambityeco, Mitla e El Palmillo nella parte orientale di Tlacolula. Quest'ultimo luogo è attualmente oggetto di scavi da parte di Gary Feinman e Linda Nicholas del Field Museum di Chicago (Feinman e Nicholas 2002). Alla fine del Classico la vecchia capitale venne in buona parte abbandonata, e il potente stato centralizzato di Monte Albán venne rimpiazzato da una realtà frammentata divisa in dozzine di piccole città-stato indipendenti, situazione politica che rimase praticamente invariata fino all'arrivo degli spagnoli

## Monumenti

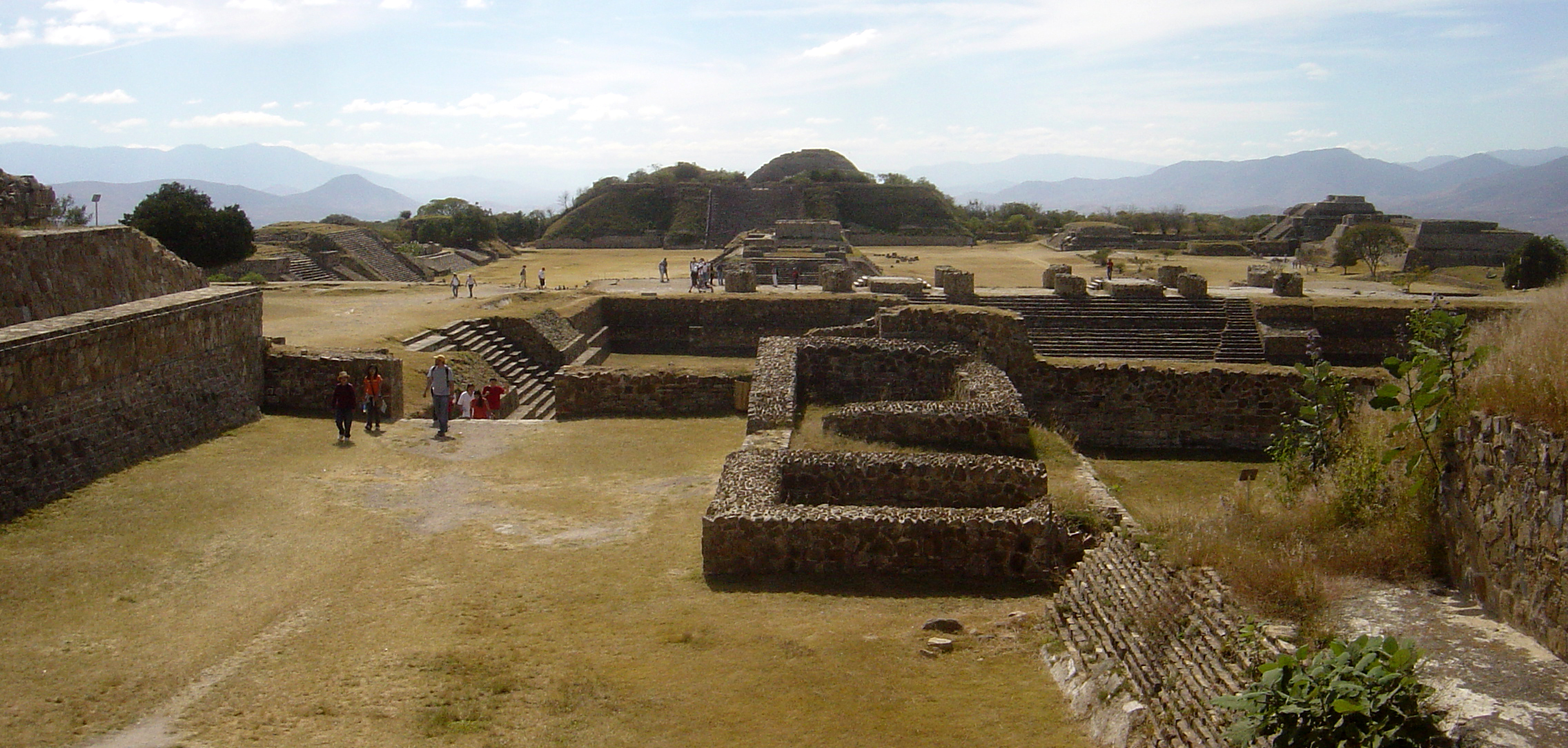
Vista della Piazza Principale della piattaforma nord; si può scorgere in lontananza la piattaforma sud

Il centro monumentale di Monte Albán è la Piazza Principale, che misura approssimativamente 300 per 200 metri. I principali edifici cerimoniali e residenziali si trovano qui o nelle immediate vicinanze, e molti di essi sono stati esplorati e restaurati da Alfonso Caso, Ignacio Bernal e Jorge Acosta. A nord e a sud la Piazza Principale è delimitata da grandi piattaforme accessibili dalla piazza attraverso delle scale monumentali. Sui lati orientale e occidentale vi sono numerose piccole piattaforme su cui si trovavano templi e residenze per le persone altolocate, nonché uno dei due campi di gioco alla palla rinvenuti a Monte Albán. Una direttrice nord-sud di piattaforme artificiali occupa il centro della piazza, usate probabilmente per strutture cerimoniali.

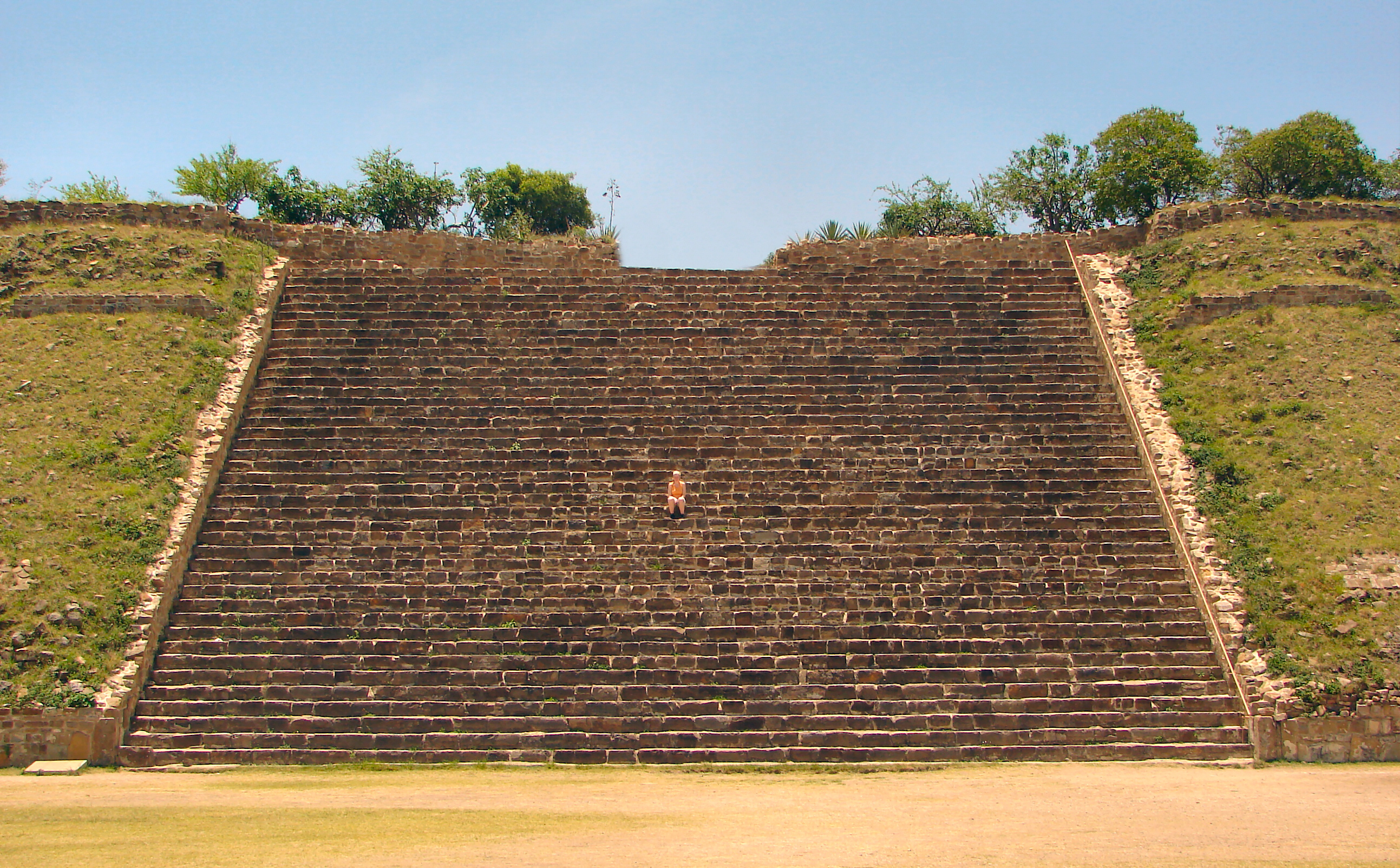
Le scale che conducono alla piattaforma sud

Una caratteristica di Monte Albán è l'importante numero di monumenti in pietra scolpita trovati nella zona cerimoniale. Tra gli esemplari più antichi vi sono i cosiddetti "Danzantes", scoperti in gran parte nelle vicinanze dell'Edificio L e rappresentanti uomini nudi in pose contorte, alcuni dei quali con i genitali mutilati. L'interpretazione del XIX secolo che rappresentassero danzatori (da cui il nome) è ormai screditata, e questi monumenti, risalenti ai primi tempi dell'occupazione del sito (fase Monte Albán I), mostrano con molta probabilità prigionieri di guerra torturati e sacrificati, alcuni identificati per nome, e potrebbero rappresentare i capi di villaggi e zone conquistate dal nascente stato zapoteco. Fino a oggi sono stati ritrovati oltre trecento "Danzantes" e alcuni di quelli meglio conservati si possono ammirare al museo del sito archeologico.
Un tipo diverso di pietre scolpite sono state rinvenute nell'Edificio J al centro della Piazza Principale, un edificio caratterizzato da una singolare forma a punta di freccia e da un orientamento diverso dagli altri edifici della zona monumentale. Le mura dell'edificio sono adornate da circa 40 pietre scolpite databili alla fase Monte Albán II, pietre che con molta probabilità indicano dei specifici nomi di luogo, a volte accompagnati da altri caratteri scolpiti o da rappresentazioni di teste rovesciate. Alfonso Caso fu il primo a identificare in queste pietre un elenco propagandistico di luoghi o città conquistati e/o controllati dallo stato di Monte Albán. In effetti alcune identificazioni dei luoghi elencati sull'Edificio J sono state proposte (Marcus 1992), e in almeno un caso (la Cañada de Cuicatlán) scavi archeologici hanno trovato prove di una conquista e colonizzazione da parte zapoteca (Redmond 1983; Spencer 1982).
Molti degli artefatti rinvenuti nel corso delle esplorazioni archeologiche a Monte Albán in oltre un secolo di lavoro sono esposti al Museo Regional de Oaxaca nell'ex convento di Santo Domingo de Guzmán a Oaxaca. Il museo contiene, tra l'altro, molti oggetti scoperti nel 1932 da Alfonso Caso nella tomba numero 7, una tomba Zapoteca del periodo Classico riusata opportunisticamente nel Postclassico per la sepoltura di alcuni individui di etnia Mixteca. La varietà e ricchezza degli oggetti rinvenuti nella Tomba 7 ne fanno una delle sepolture più spettacolari rinvenute nelle Americhe (Caso 1932).
La zona monumentale del sito archeologico è aperto al pubblico ed è una delle principali destinazioni turistiche per coloro che visitano Oaxaca. I sentieri del posto vengono anche usati per jogging, escursionismo e birdwatching

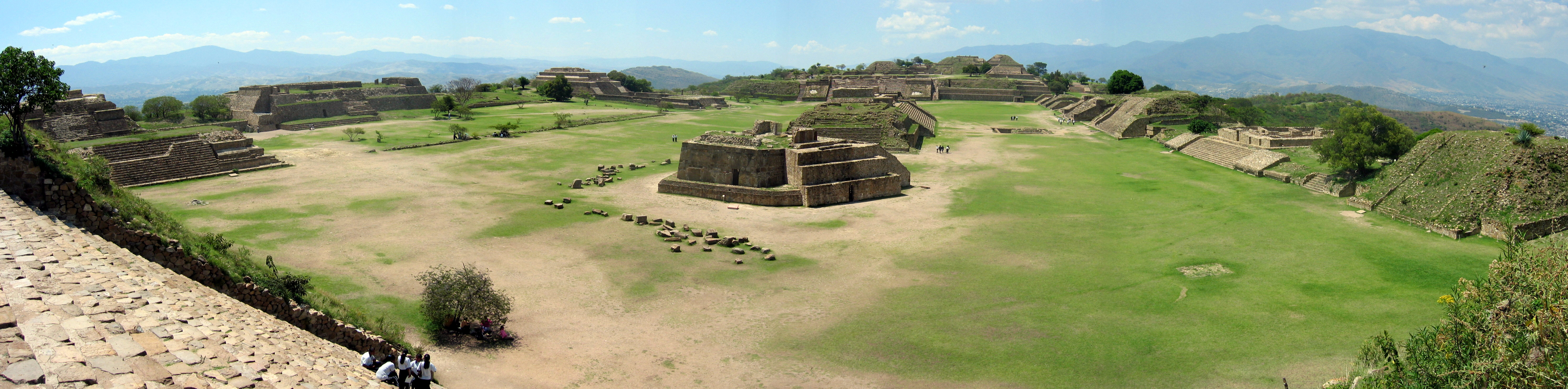
Panorama di Monte Albán preso dalla piattaforma sud

## Il sito nei media
Nel 1998 il sito venne utilizzato per le riprese del film La otra conquista e nel 2006 per la scena finale del film Super Nacho.

## Galleria d'immagini

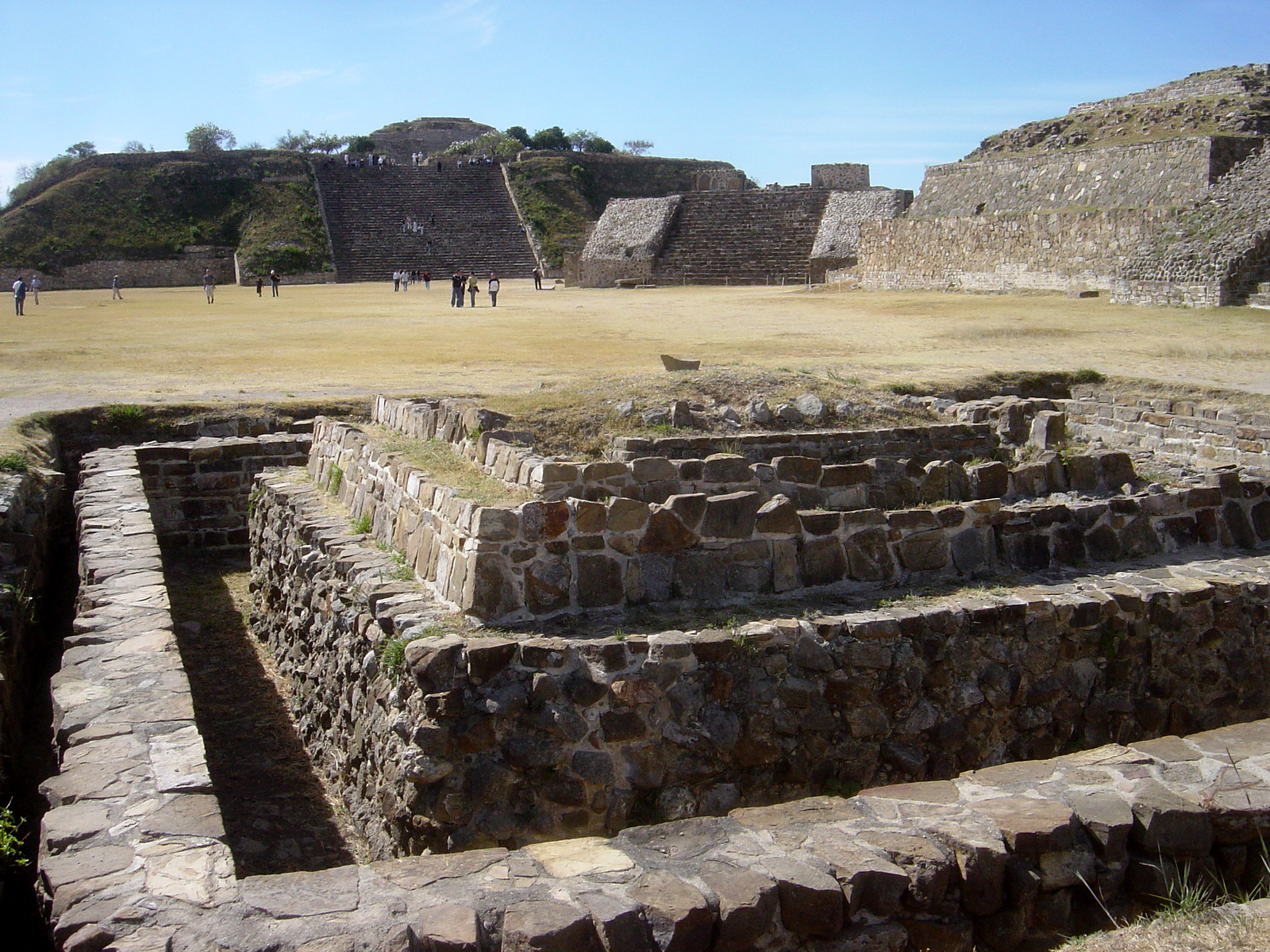
Altare
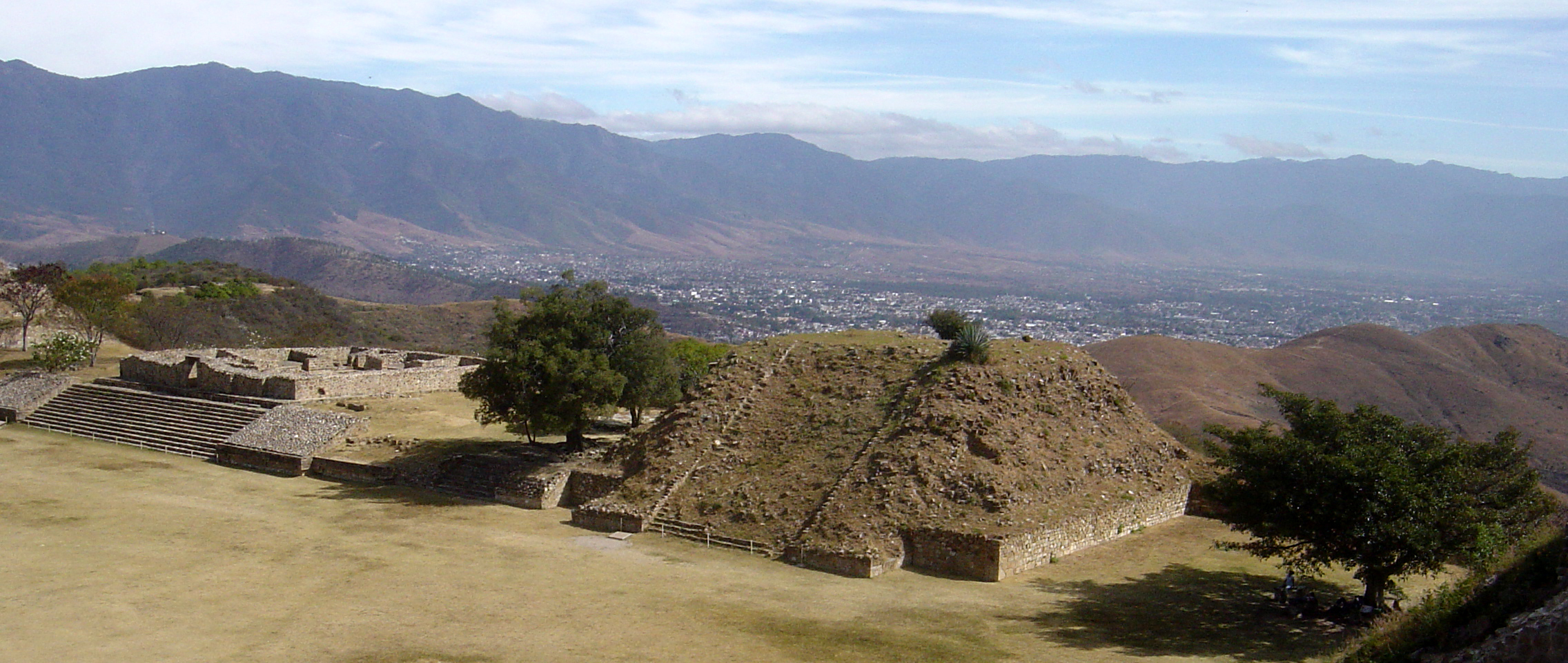
Sezione non restaurata di Monte Albán a Oaxaca
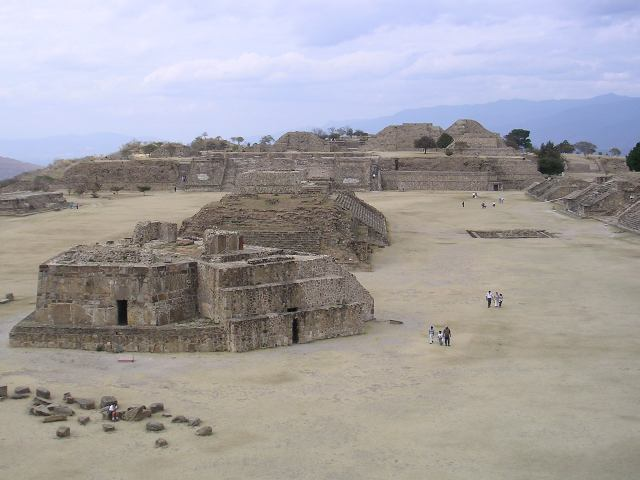
Vista della Piazza Principale presa dalla piattaforma sud, con l'Edificio J sullo sfondo
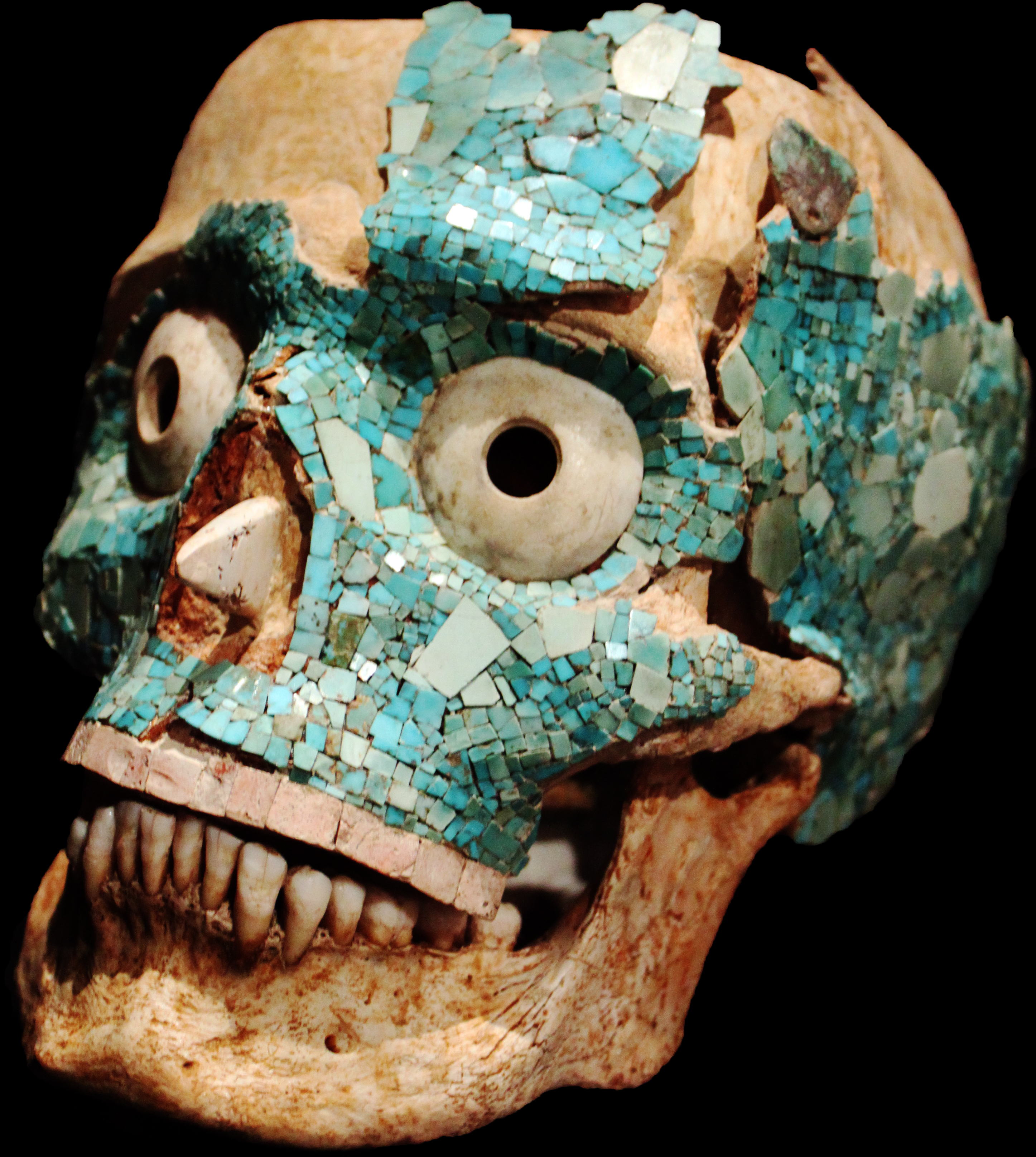
Maschera mixteca proveniente dalla Stanza del Tesoro dei Monte Albán (esposta al museo di Oaxaca)
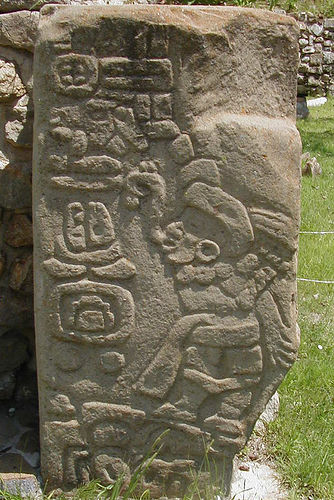
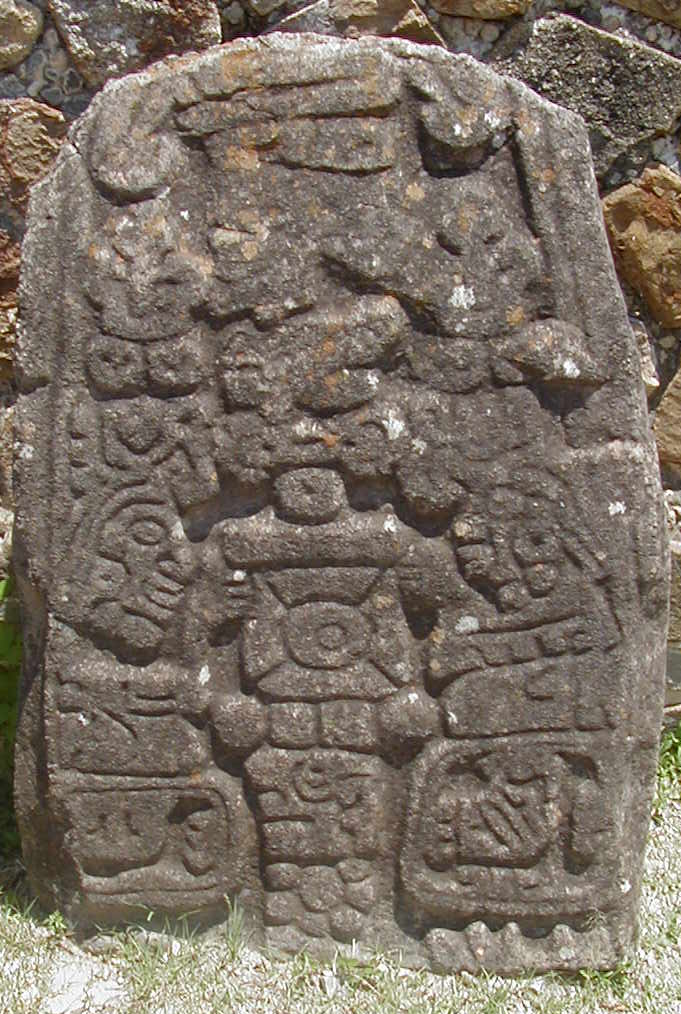
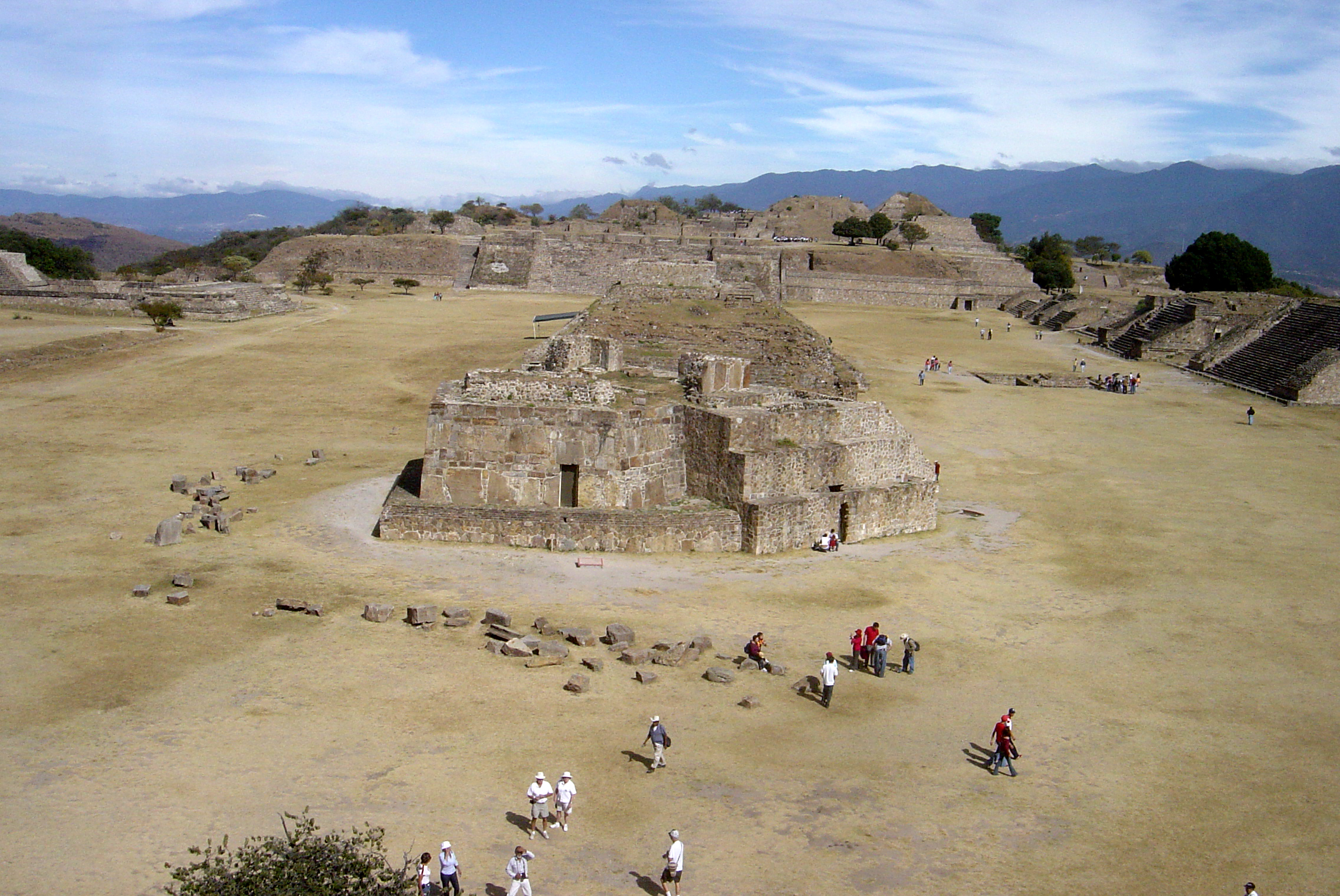
Vista della Piazza Principale presa dalla piattaforma sud, con l'Edificio J sullo sfondo
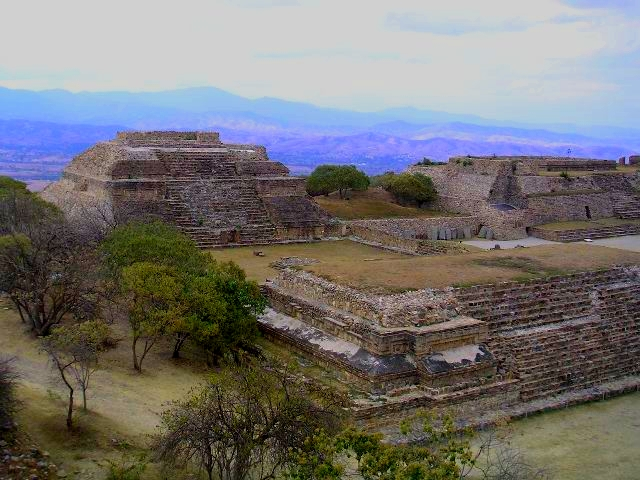
Edificio M visto dalla piattaforma sud